# Massabrac
Massabrac är en kommun i departementet Haute-Garonne i regionen Occitanien i södra Frankrike. Kommunen ligger i kantonen Montesquieu-Volvestre som tillhör arrondissementet Muret. År 2022 hade Massabrac 121 invånare.

## Befolkningsutveckling
Antalet invånare i kommunen Massabrac
Referens:INSEE